# Adolf Lorey
Adolf Lorey (* 27. September 1813 in Großrudestedt; † 24. November 1877 in Gera) war ein deutscher Pädagoge und Politiker.

## Leben
Als Sohn eines Arztes geboren, besuchte Lorey die Gymnasien in Weimar und Gera. Er studierte evangelische Theologie und Philosophie in Jena. Während seines Studiums wurde er 1831 Mitglied der Jenaischen Burschenschaft.
Nach seinem Studium war er einige Jahre als Hauslehrer tätig, bevor er in Weimar Vorsteher eines Privatinstituts wurde. In Weimar gründete er 1837 eine Privatschule, die bis 1846 bestand. Er bildete sich in Mathematik und Astronomie fort, insbesondere beeinflusst von Oskar Schlömilch. Im Januar 1848 wurde er Frühprediger und Rektor in Apolda und wurde im März in Weimar ordiniert. 1849 gehörte er als Abgeordneter dem Landtag von Sachsen-Weimar-Eisenach an. 1851 gründete er eine Sekundarschule in Eisenach, der er bis 1863 als Direktor vorstand. Er wechselte als Direktor an die Gesamtschule in Gera und dann an die dortige Realschule I. Schließlich wurde er 1864 erster Direktor der Bürgerschule am Nicolaiberg in Gera.
In Gera ist seit 1909 die Loreystraße nach ihm benannt.

## Veröffentlichungen (Auswahl)
- Flora von Weimar und seiner Umgebung. Apolda 1851.
- Das Neueste und Interessanteste aus der Logarithmotechnik und der Anwendung der Logarithmen auf das Leben. 1852.
- Lehrbuch der ebenen Geometrie nach der genetisch-heuristischer Weise, mit besonderer Rücksicht auf das Praktische, für die mittleren Klassen höherer Lehranstalten und zum Selbstunterricht bearbeitet. Langensalza 1852, 2. Auflage Gera, Leipzig 1868.
- Der geometrische Anschauungsunterricht, ein Lehr- und Aufgabenbuch. Eisenach 1859.
- Mit C. Dorschel: Praktisches Rechenwerk. Eisenach 1876.